# Meridià 19 a l'oest
El meridià 19 a l'oest de Greenwich és una línia de longitud que s'estén des del pol Nord travessant l'oceà Àrtic, Groenlàndia, l'oceà Atlàntic, Àfrica, l'oceà Antàrtic, i l'Antàrtida fins al pol Sud.
El meridià 19 a l'oest forma un cercle màxim amb el meridià 161 a l'est. Com tots els altres meridians, la seva longitud correspon a una semicircumferència terrestre, uns 20.003,932 km. Al nivell de l'Equador, és a una distància del meridià de Greenwich de 2.115 km.

## De Pol a Pol
Començant en el pol Nord i dirigint-se cap al pol Sud, aquest meridià travessa:
| Coordenades                             | País, territori o mar | Notes                                                                                     |
| --------------------------------------- | --------------------- | ----------------------------------------------------------------------------------------- |
| 90° 0′ N, 19° 0′ O / 90.000°N,19.000°O  | Oceà Àrtic            |                                                                                           |
| 82° 1′ N, 19° 0′ O / 82.017°N,19.000°O  | Groenlàndia           | Continent i nombroses illes, incloses illa Princesa Thyra, Store Koldewey, i illa Shannon |
| 74° 28′ N, 19° 0′ O / 74.467°N,19.000°O | Oceà Atlàntic         | Mar de Groenlàndia                                                                        |
| 66° 11′ N, 19° 0′ O / 66.183°N,19.000°O | Islàndia              |                                                                                           |
| 63° 25′ N, 19° 0′ O / 63.417°N,19.000°O | Oceà Atlàntic         |                                                                                           |
| 60° 0′ S, 19° 0′ O / 60.000°S,19.000°O  | Oceà Antàrtic         |                                                                                           |
| 72° 38′ S, 19° 0′ O / 72.633°S,19.000°O | Antàrtida             | Terra de la Reina Maud — reclamada per Noruega                                            |